# دهستان سجاس‌رود
سجاس رود، دهستانی است از توابع بخش سجاس‌رود شهرستان خدابنده در استان زنجان ایران.

## جمعیت
براساس سرشماری سال ۱۳۸۵ جمعیت آن ۱۵٬۷۷۱ نفر (۳٬۵۳۰ خانوار) بوده‌است.